# Беккер, Адольф фон
Адольф фон Беккер (нем. Adolf von Becker; фин. Adolf von Becker; 14 августа 1831, Гельсингфорс — 23 августа 1909, Веве) — финский художник немецкого  происхождения.

## Биография
Родился в 1831 году в Гельсингфорсе (Хельсинки). Учился в в рисовальной школе Финского художественного общества. Параллельно с этим, получил образование юриста в Гельсингфорсском университете, после чего поступил на работу клерком в апелляционный суд (гофгерихт) в Або (Турку).  
Работая клерком в суде, в свободное время совершал поездки в сельскую Финляндию, чтобы рисовать с натуры. В Або познакомился с Робертом Вильгельмом Экманом, который, оценив талант фон Беккера, посоветовал ему всецело посвятить себя живописи. Последовав совету Экмана, фон Беккер поступил в Датскую академию художеств в Копенгагене, которую окончил в 1856 году. В 1858 году он отправился в Париж, чтобы продолжить своё образование, однако не задержавшись в Париже надолго, уехал в Дюссельдорф. Ещё более разочарованный преподаванием в Дюссельдорфской академии художеств, в то время считавшейся одной из лучших в Европе, фон Беккер вернулся в Париж, где учился сперва в мастерской у Тома Кутюра (до 1860 года), а затем — в Высшей школе изящных искусств Парижа. Из Парижа уехал в Мадрид, где занимался, в частности, копированием произведений старых мастеров. После Испании посетил Италию, затем ещё какое-то время провёл во Франции.
В 1868 году вернулся в Великое княжество Финляндское, где занял должность преподавателя рисования в Гельсингфорском университете, сменив в этом качестве Магнуса фон Вригта. В 1879 году получил звание профессора. 
Параллельно с этим, ещё в 1872 году фон Беккер открыл в Гельсингфорсе собственную частную рисовальную школу. Он быстро завоевал репутацию строгого, но способного учителя, однако, обучение в частной школе нередко прерывалось из-за частых отъездов Беккера. В частную рисовальную школу принимали как юношей так и девушек. Среди наиболее известных учениц Беккера — художницы Анна Сальстен, Элен Даниэльсон—Гамбоджи, Хелена Вестермарк, Хелена Шерфбек; среди известных учеников — художники Аксели Галлен-Каллела и Альберт Эдельфельт.
Пик популярности фон Беккера, как художника и педагога, пришёлся на 1870-е и начало 1880-х годов. В дальнейшем, некоторые представители нового поколения финских художников, включая ученика фон Беккера Эдельфельта, стало рассматривать и его творчество, и подход к преподаванию, как слишком консервативные, что привело к конфликтам, пик которых пришёлся на рубеж 1890-х годов.
В результате, фон Беккер перестал выставляться на общих выставках с Эдельфельтом и его сторонниками, а в 1892 году уволился из университета, закрыл школу и уехал в Париж. За время своей преподавательской деятельности он заработал достаточно, чтобы обеспечить себе безбедную старость. В 1904 году фон Беккер переехал из Парижа в Ниццу, отличающуюся более тёплым климатом. 
Скончался фон Беккер в Швейцарии на курорте Веве в 1909 году.

## Творчество
Беккер был художником-жанристом, создававшим жанровые сцены на современном ему материале. Реже писал портреты, анималистические полотна, ориентальные сцены и т.д. Сегодня художественно наследие фон Беккера высоко ценится, а его произведения экспонируются в крупнейших музеях Финляндии.

## Галерея

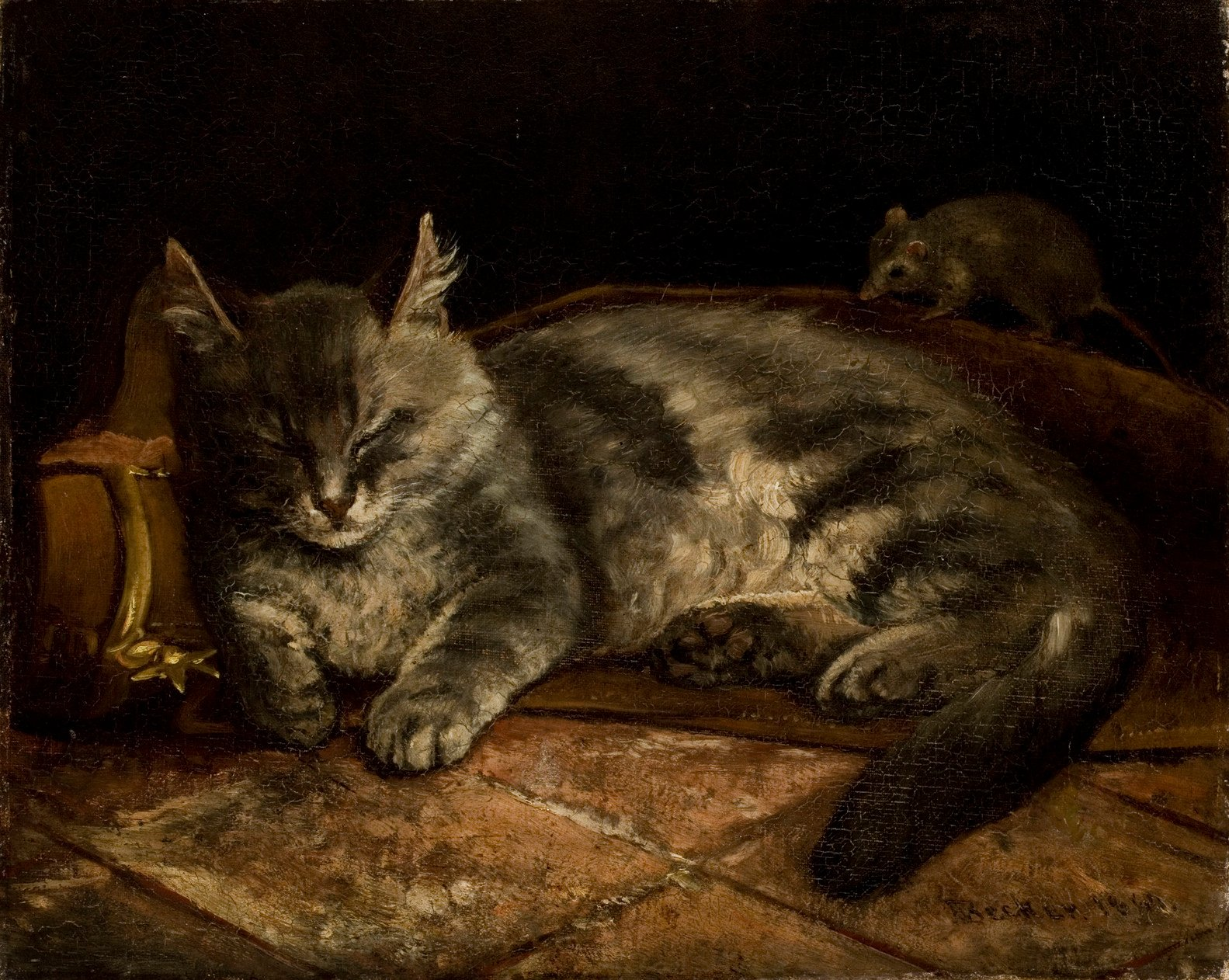
Спящий кот и крыса , 1864
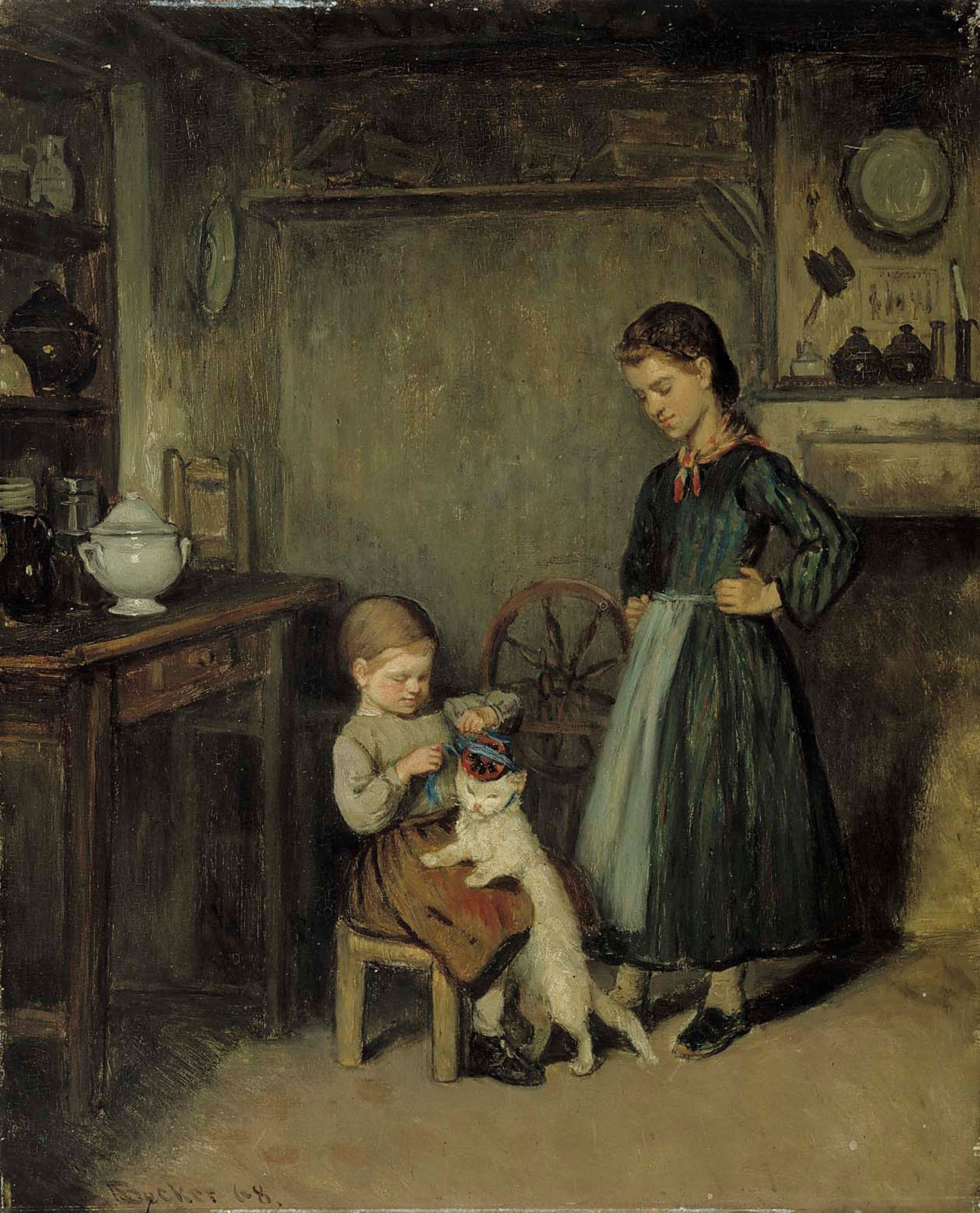
Французские дети, играющие с кошкой, 1868
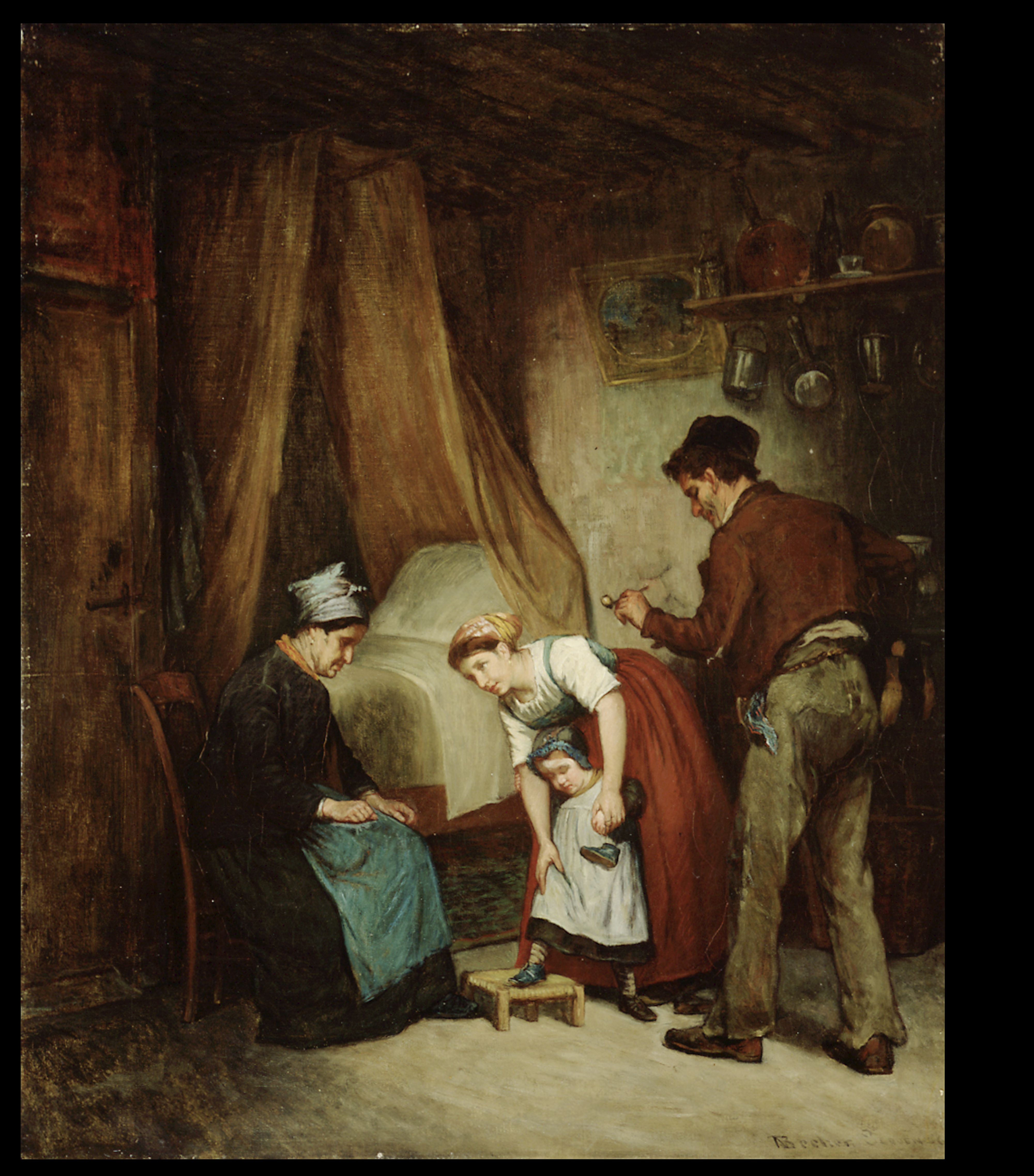
Французский сапожник, 1868
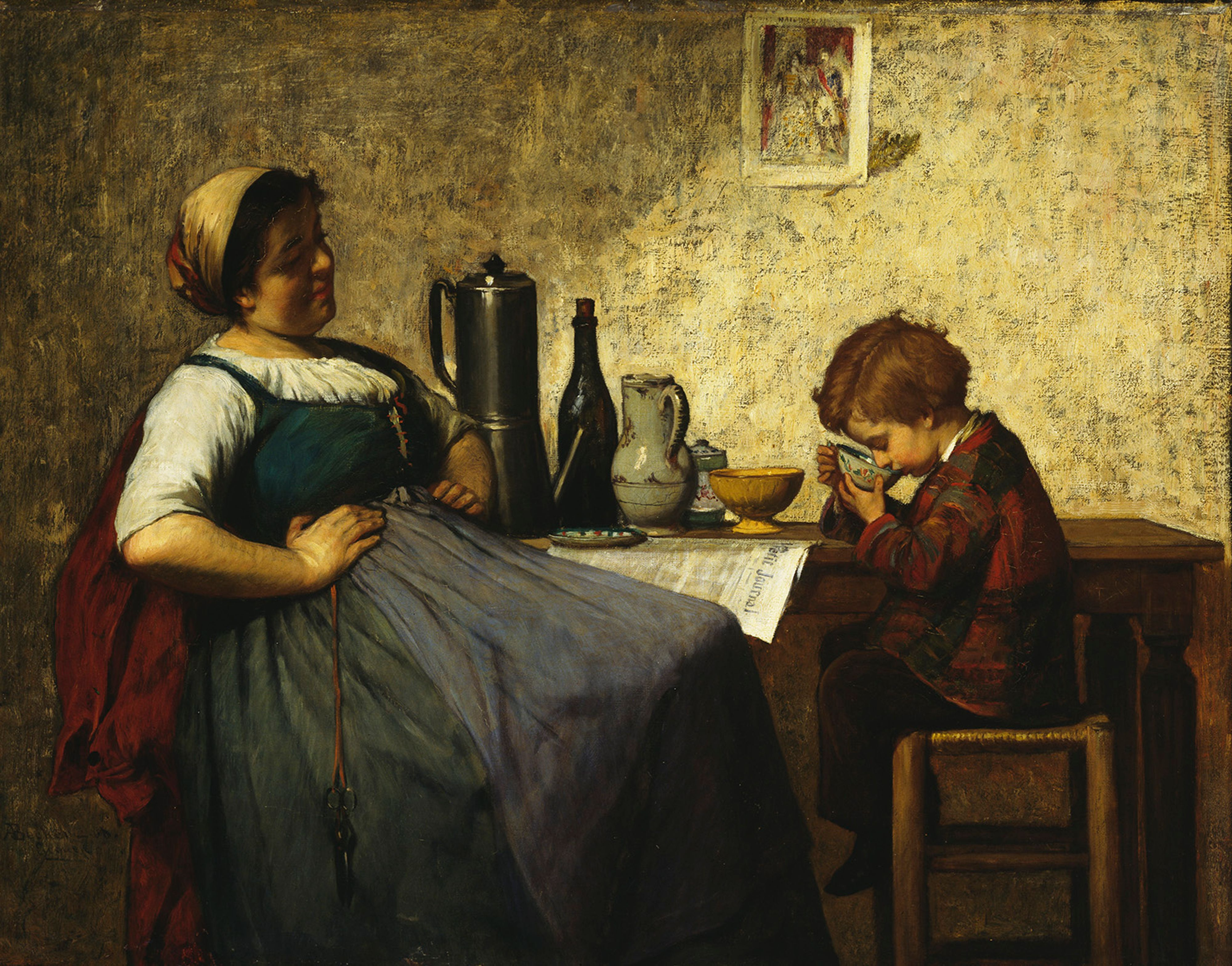
Гордость матери, 1868
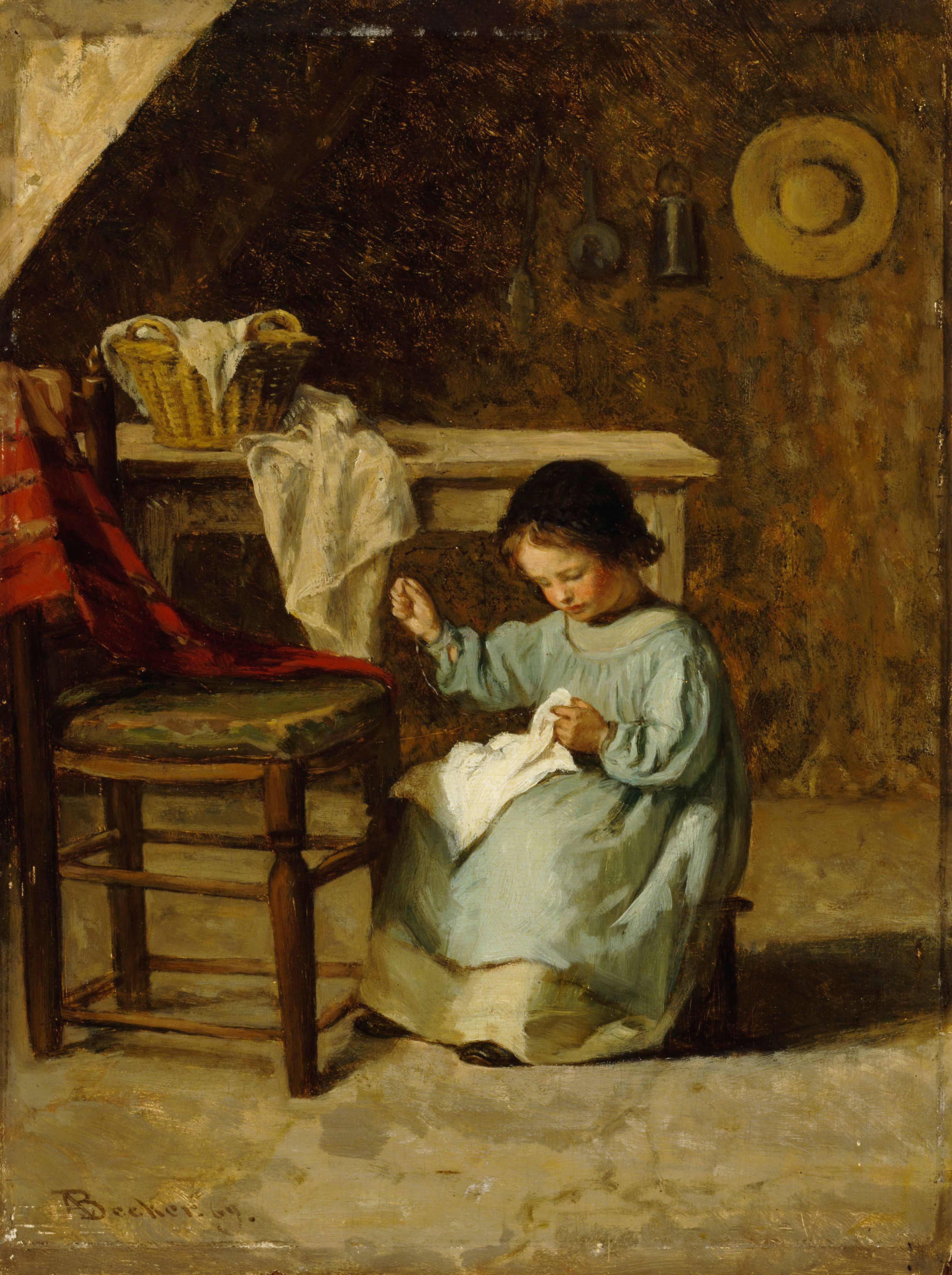
Девочка за шитьём, 1869
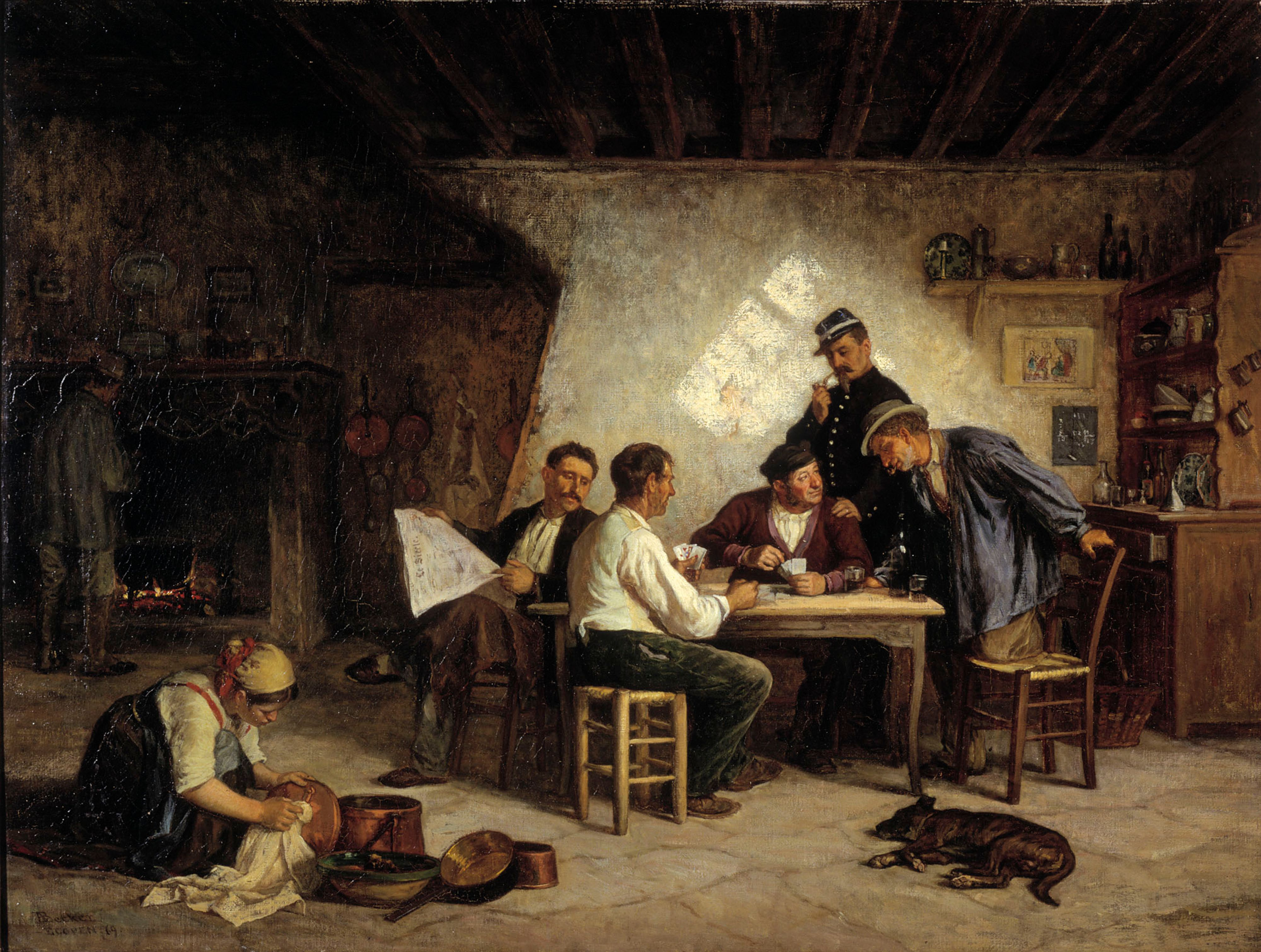
Игра в пикет, 1869
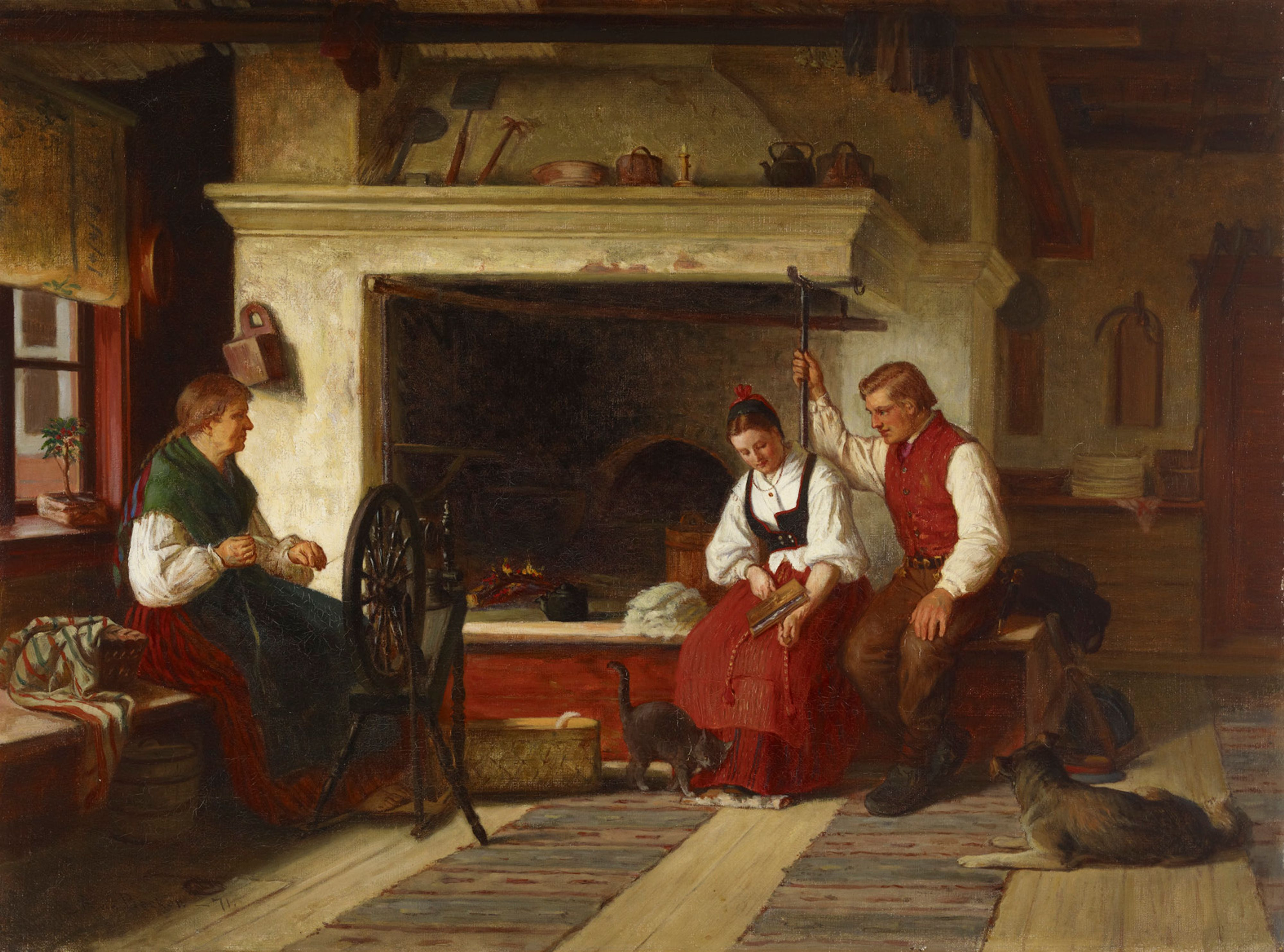
«Флирт в Остроботнии или сцена у очага», 1871
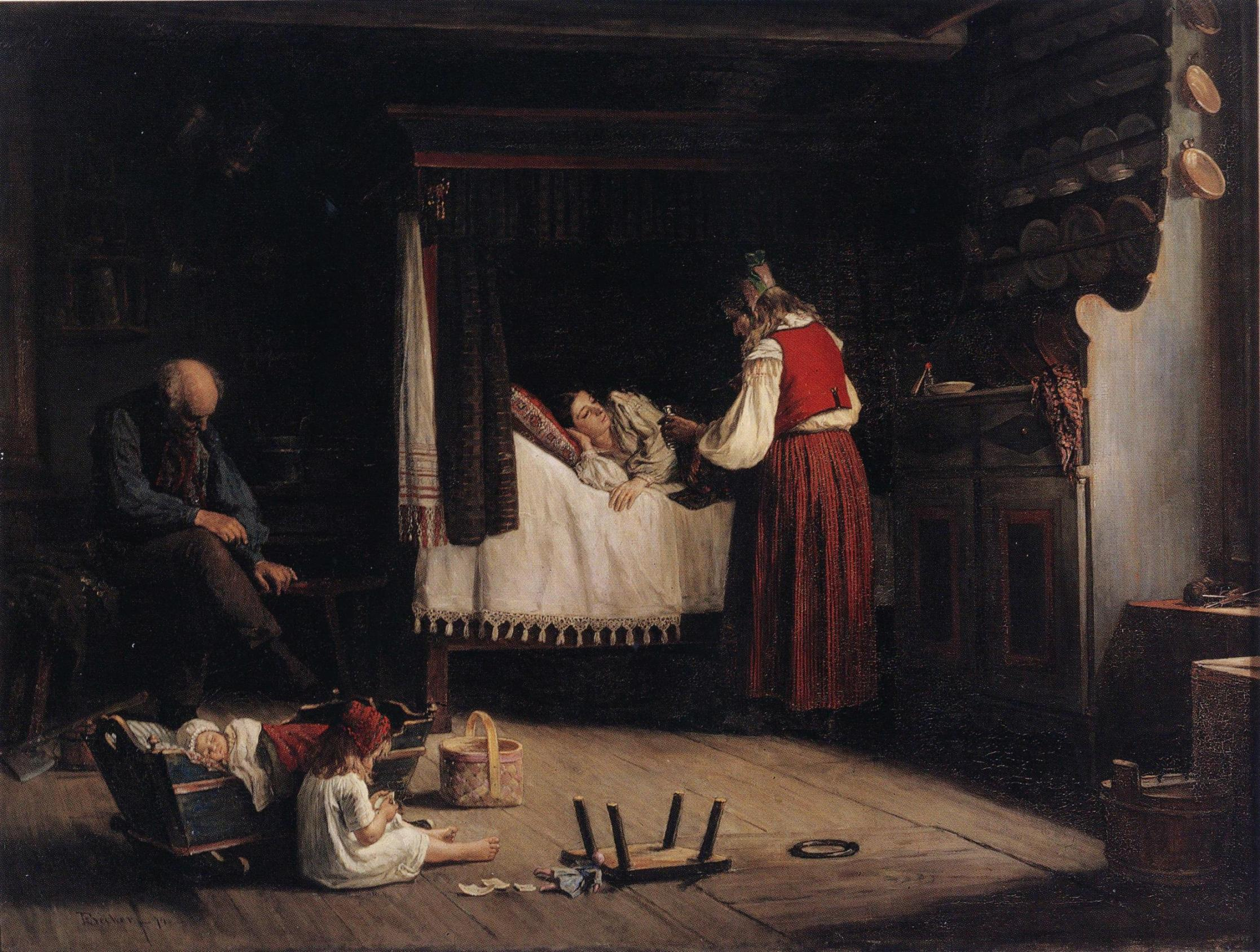
У постели больного, 1874
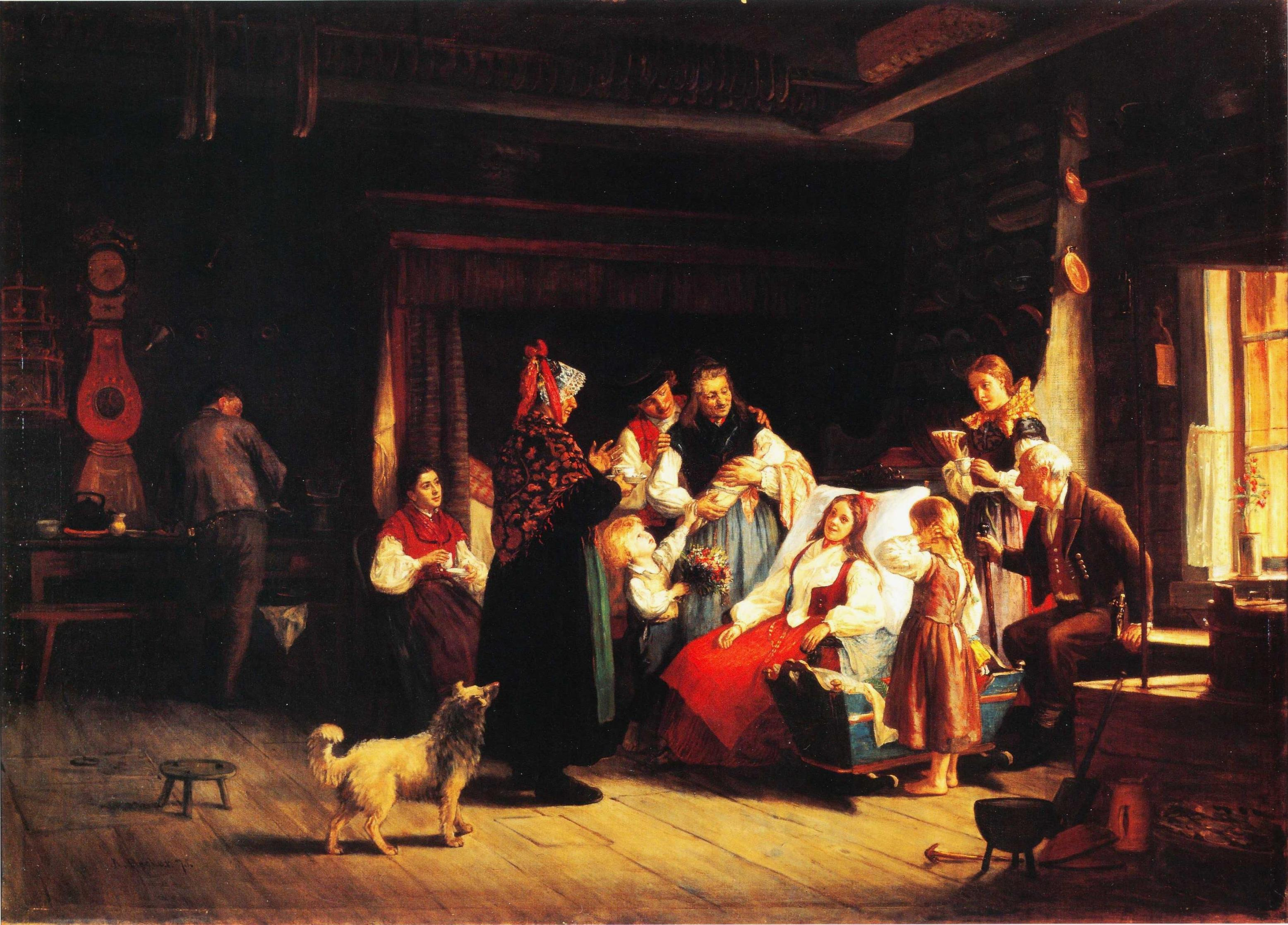
Новорожденный, 1875
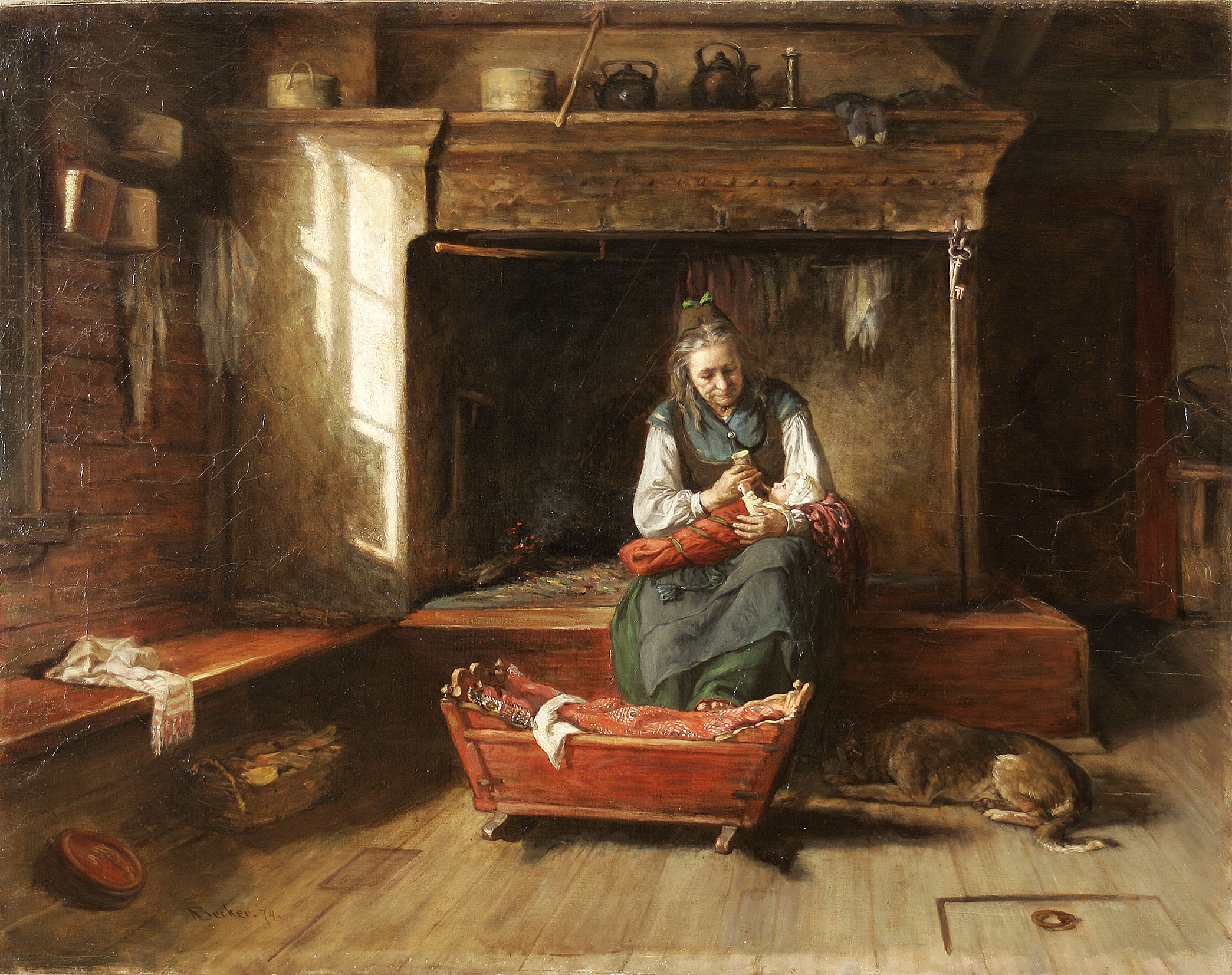
Кормление малыша, 1874
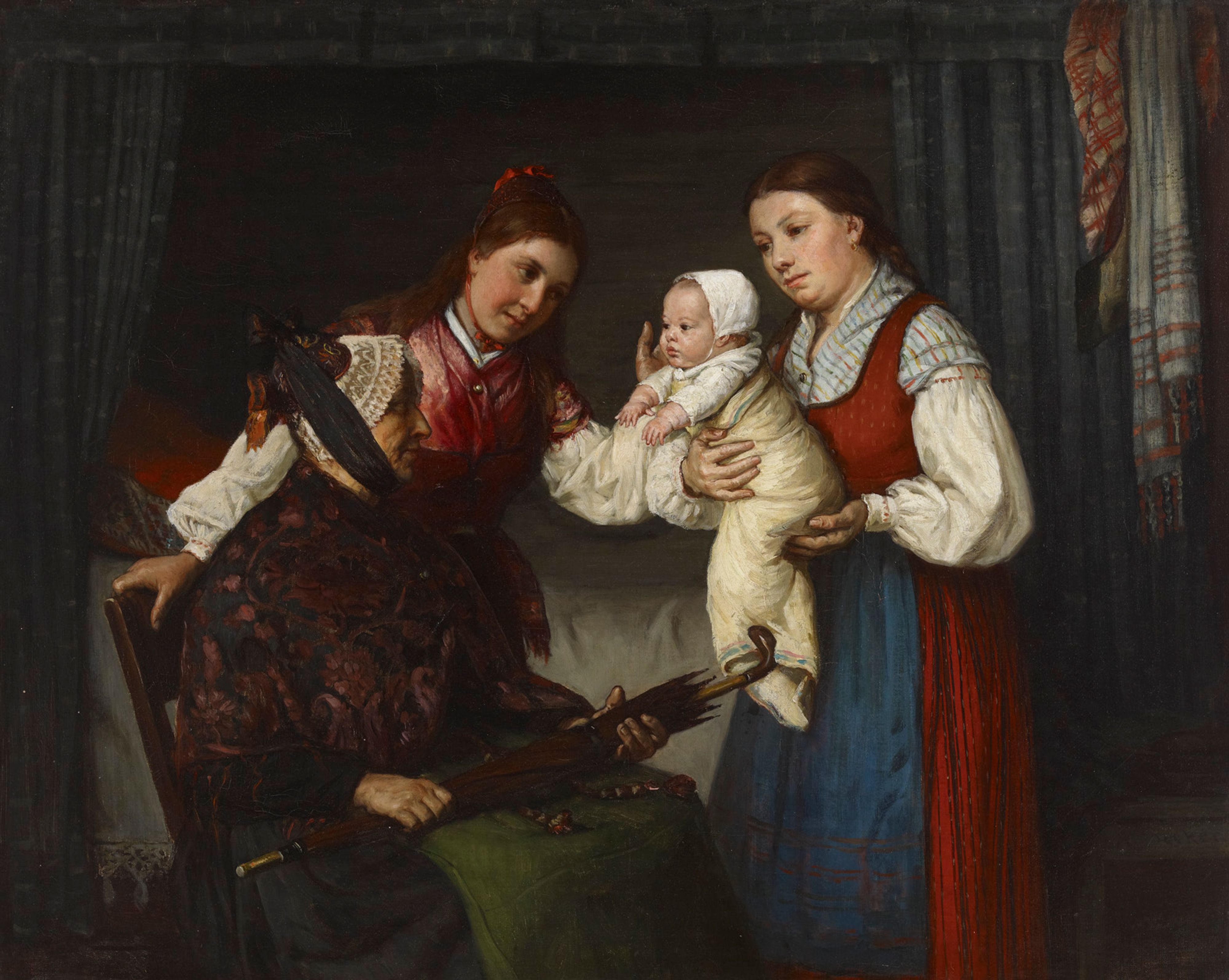
Младенца впервые демонстрируют родне, 1875
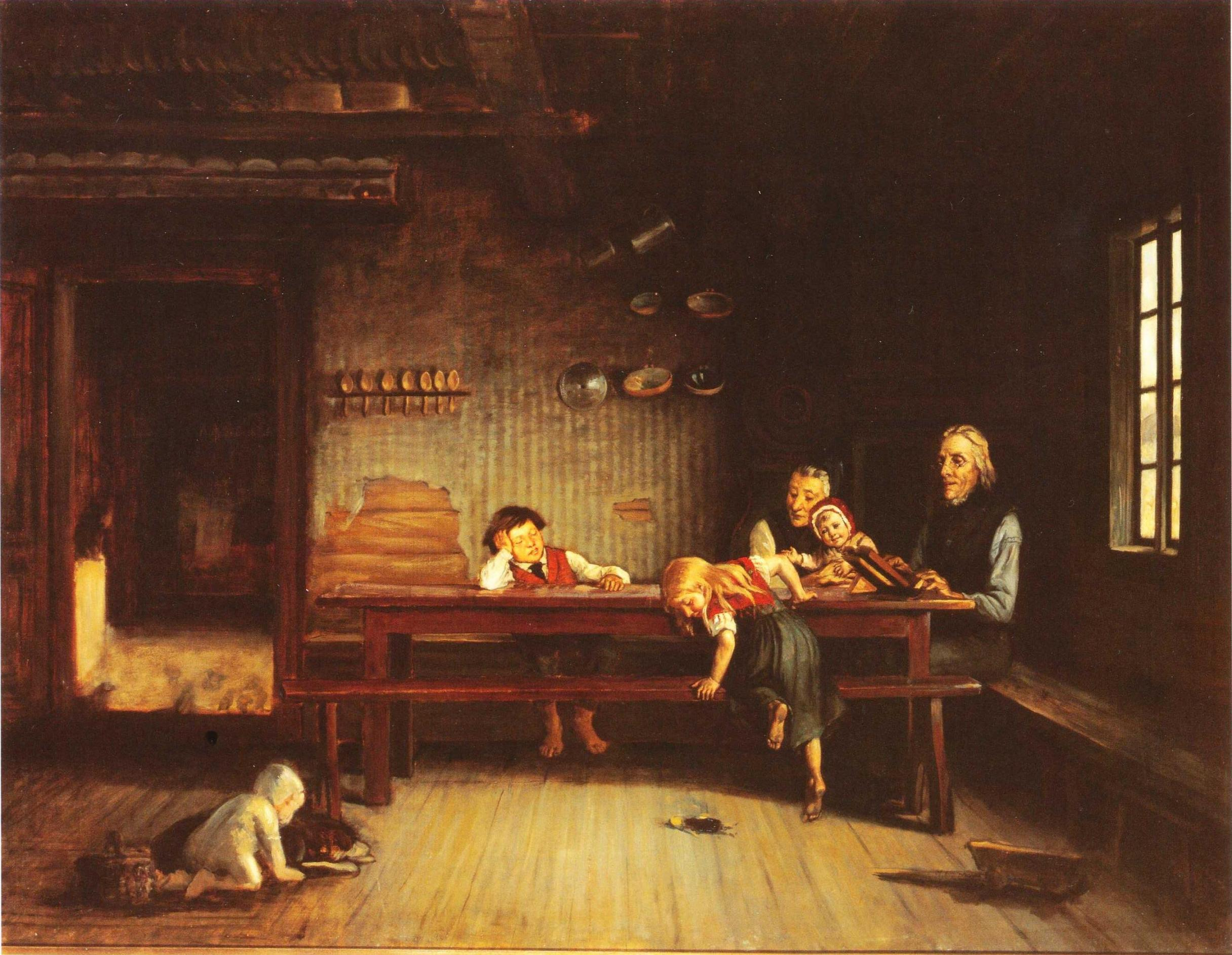
Воскресное утро на ферме, 1870-е
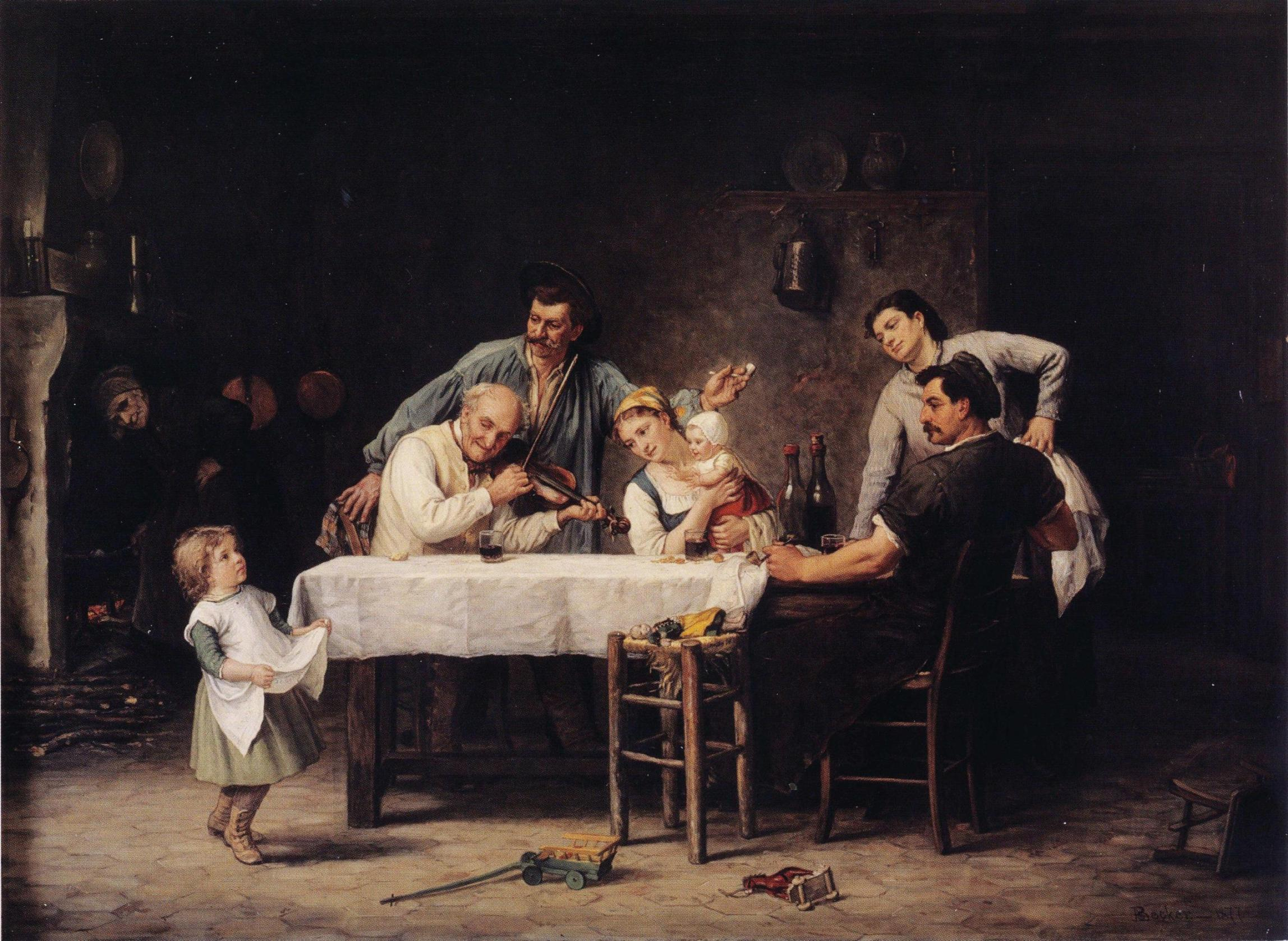
После обеда, 1877
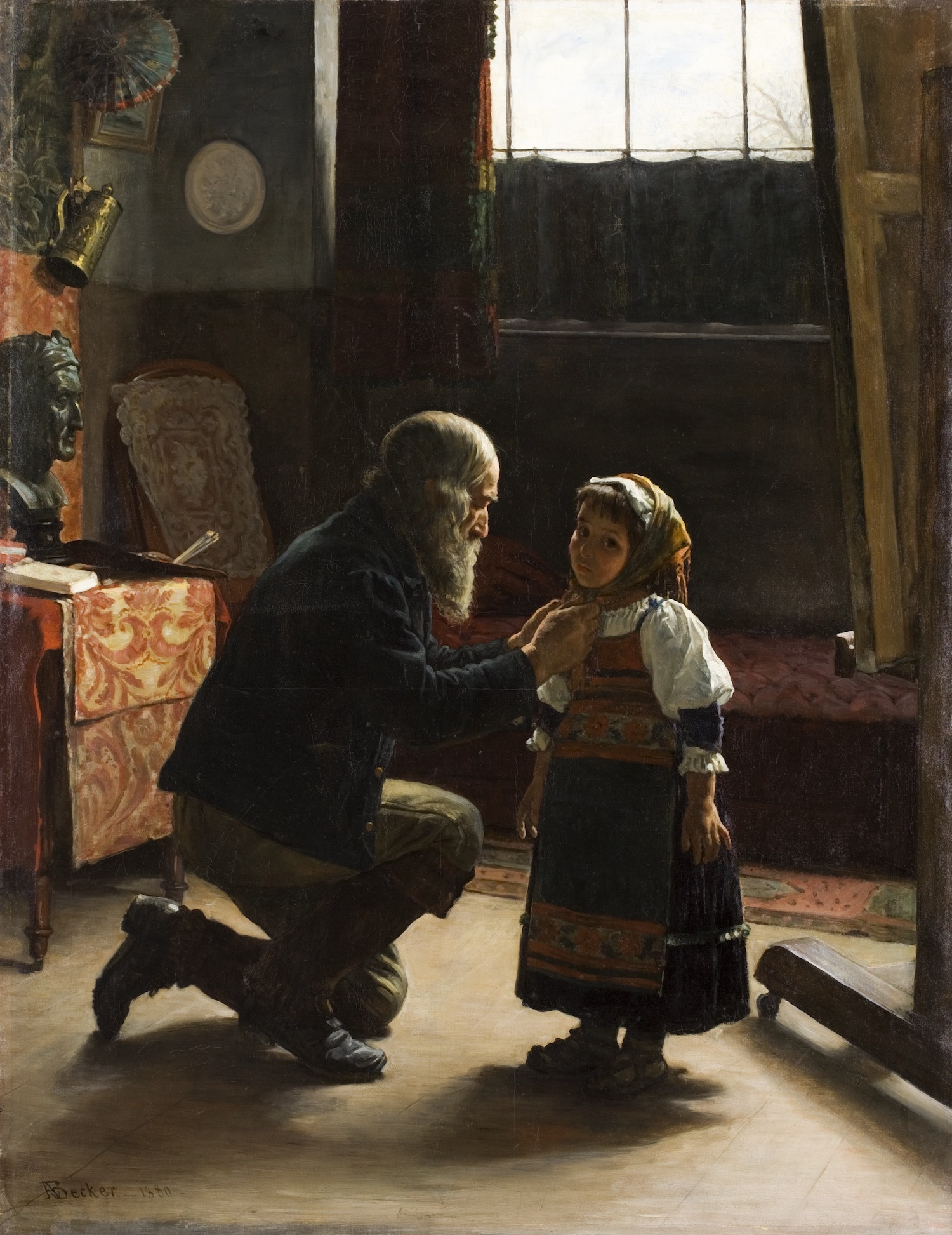
После позирования, 1880
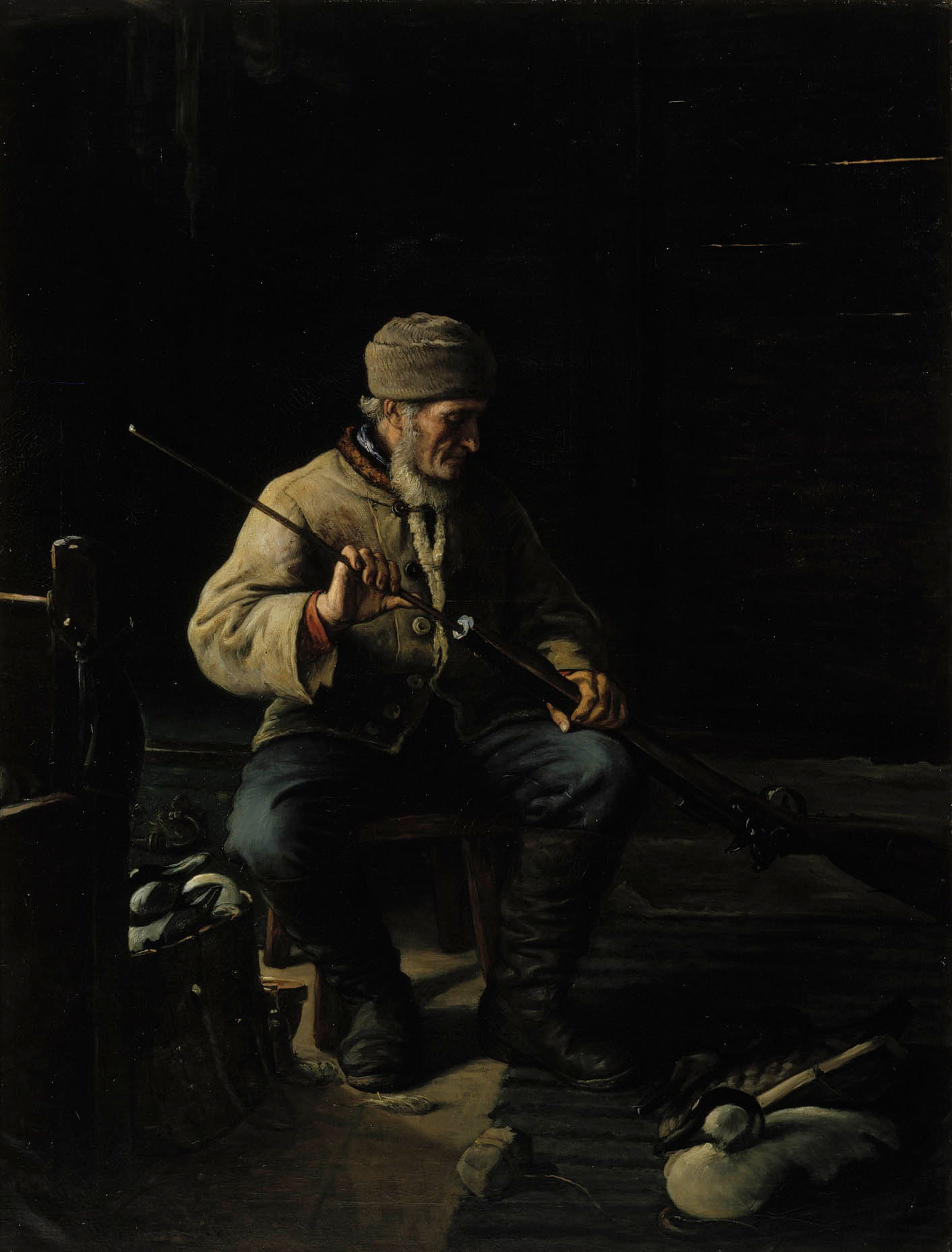
Перед охотой, 1880
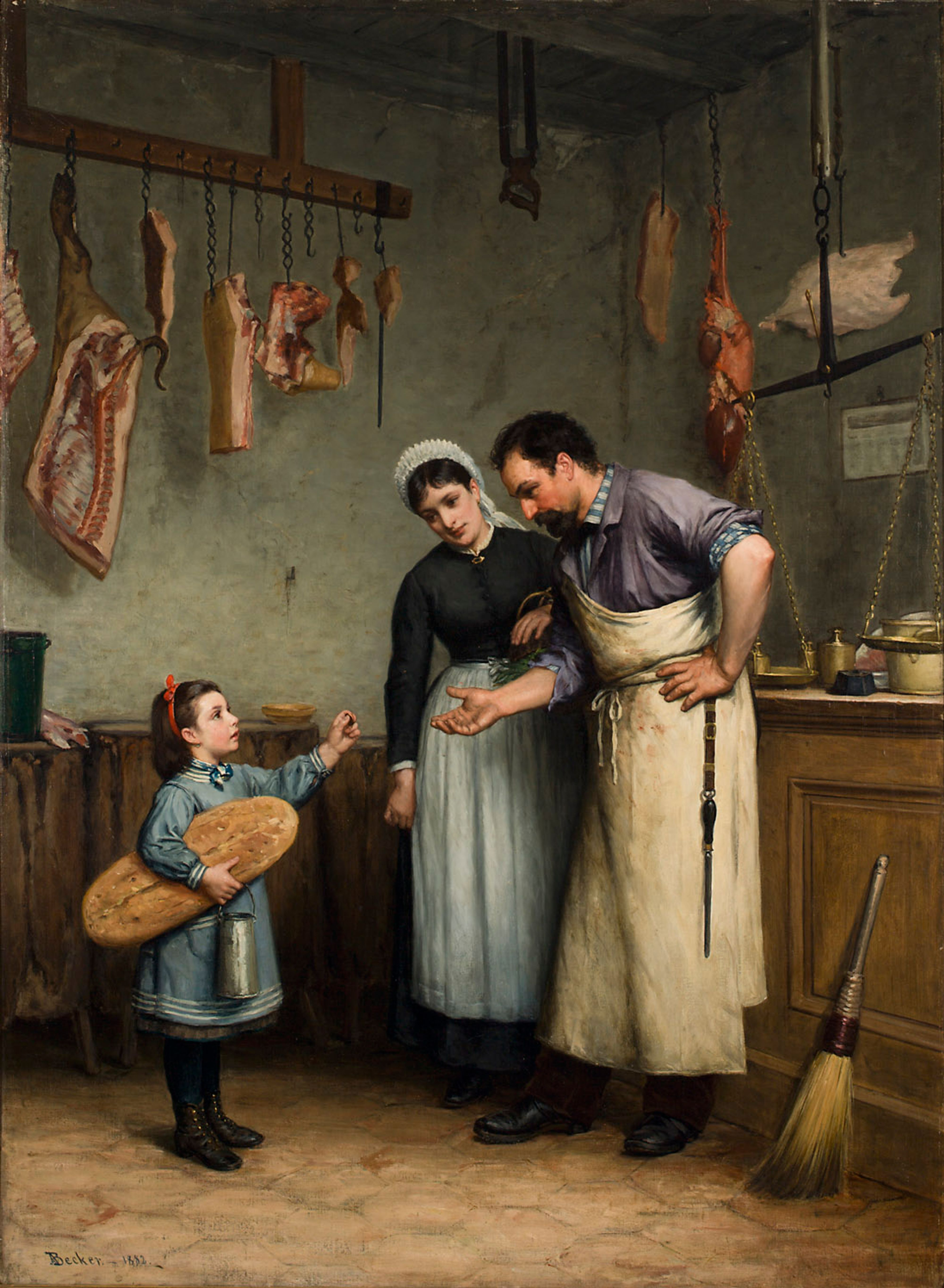
Сцена в лавке мясника («Что-нибудь для кота»), 1882
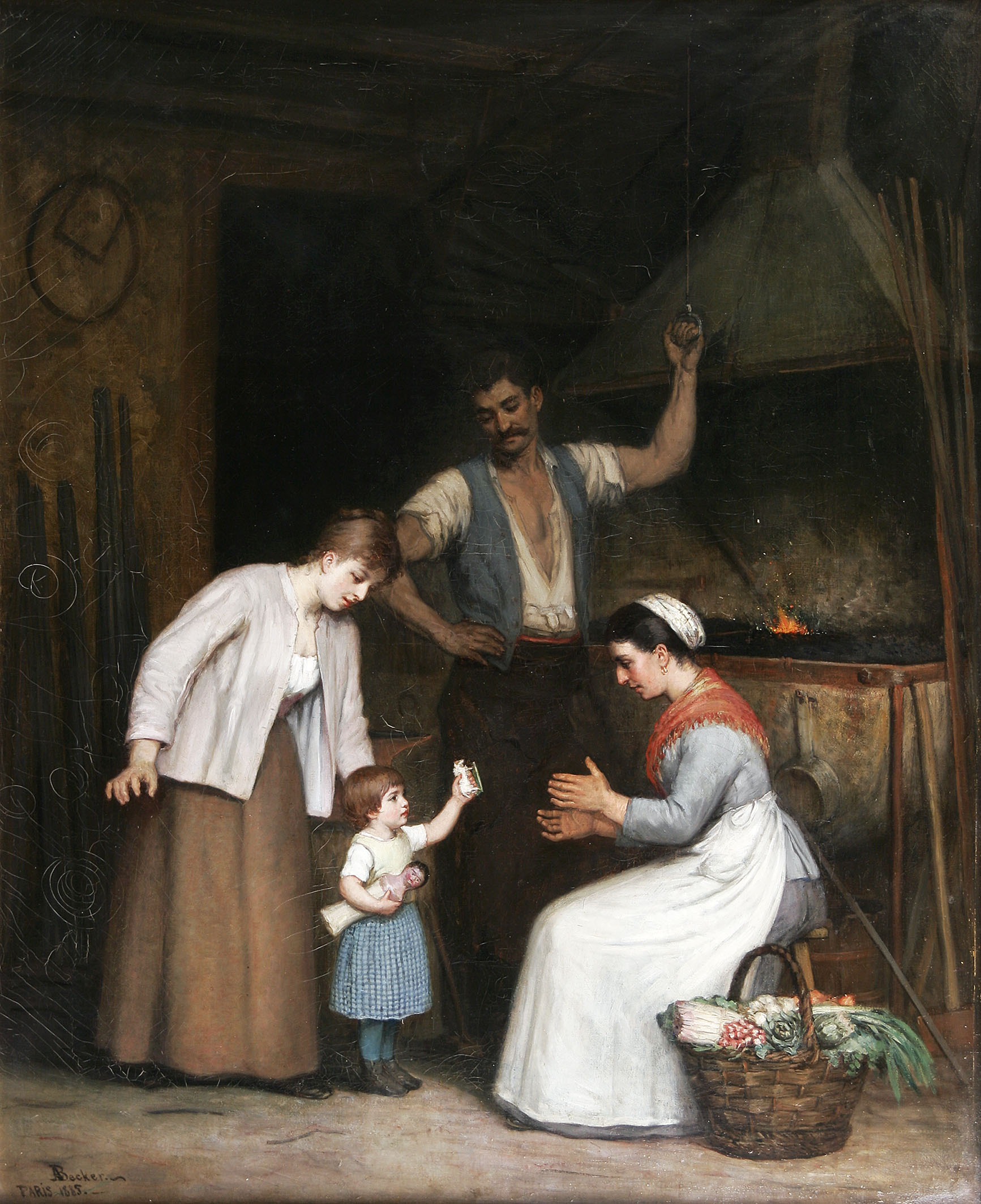
В кузнице, 1885
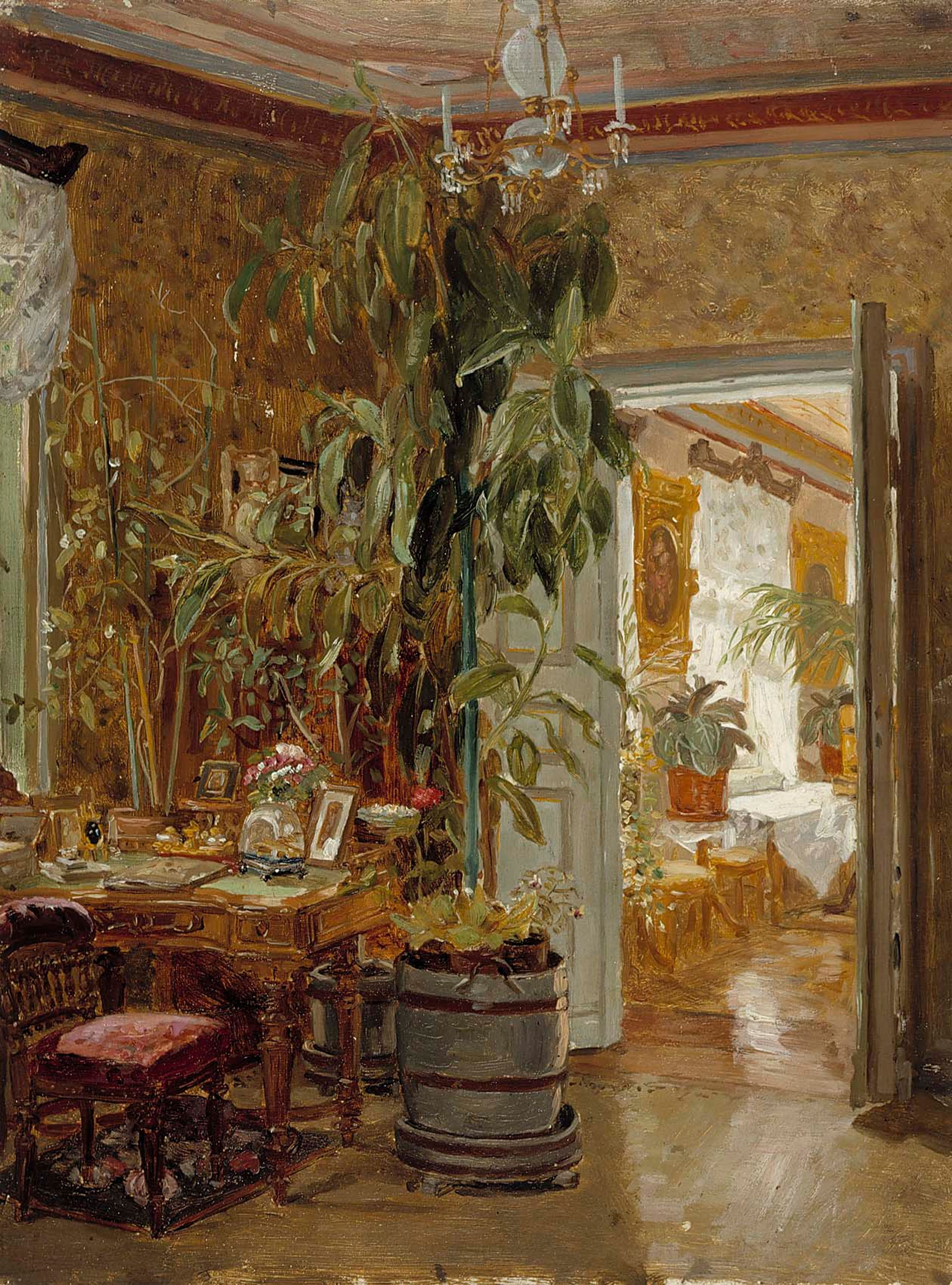
Интерьер усадебного дома, 1888
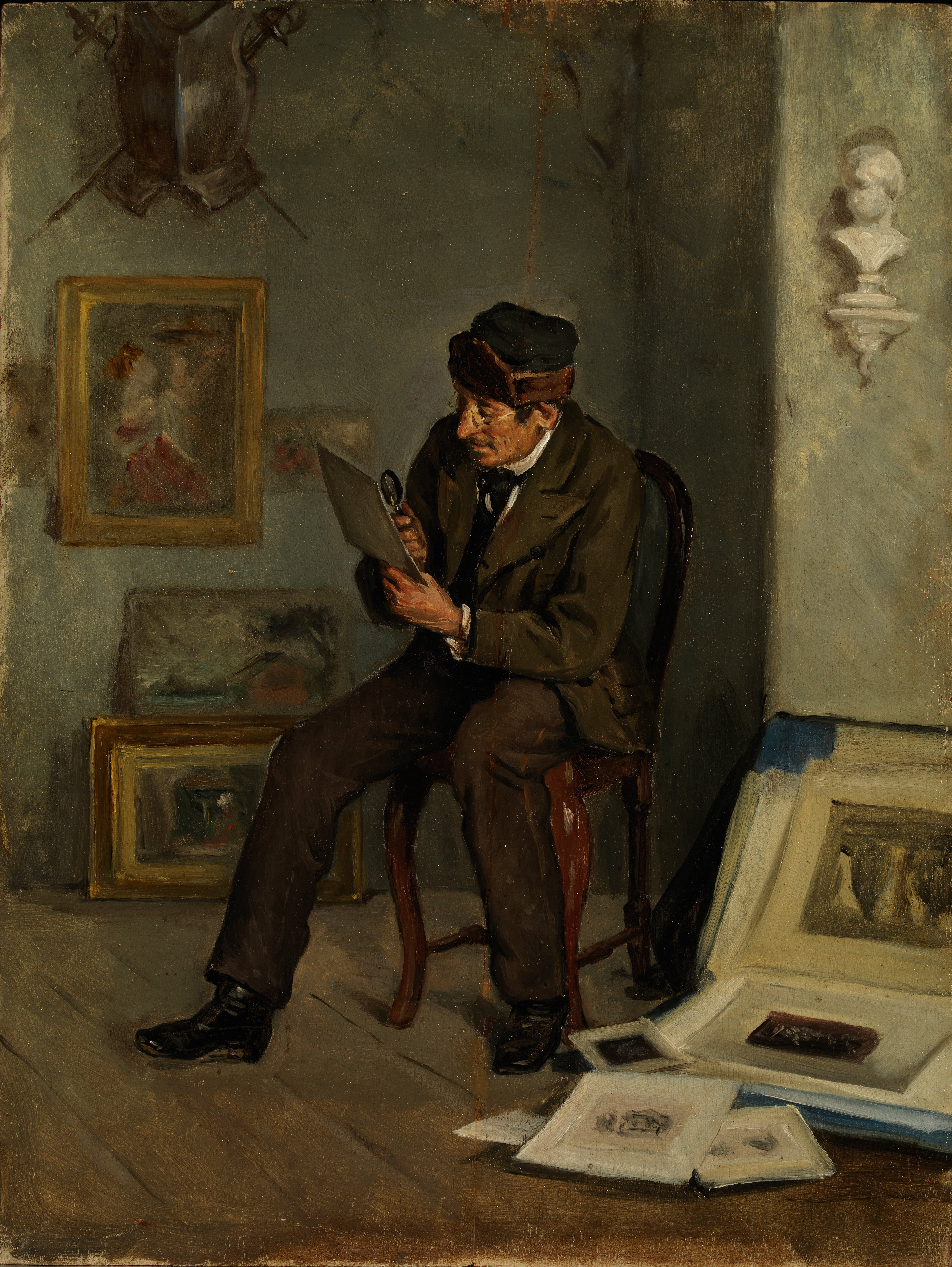
Антиквар
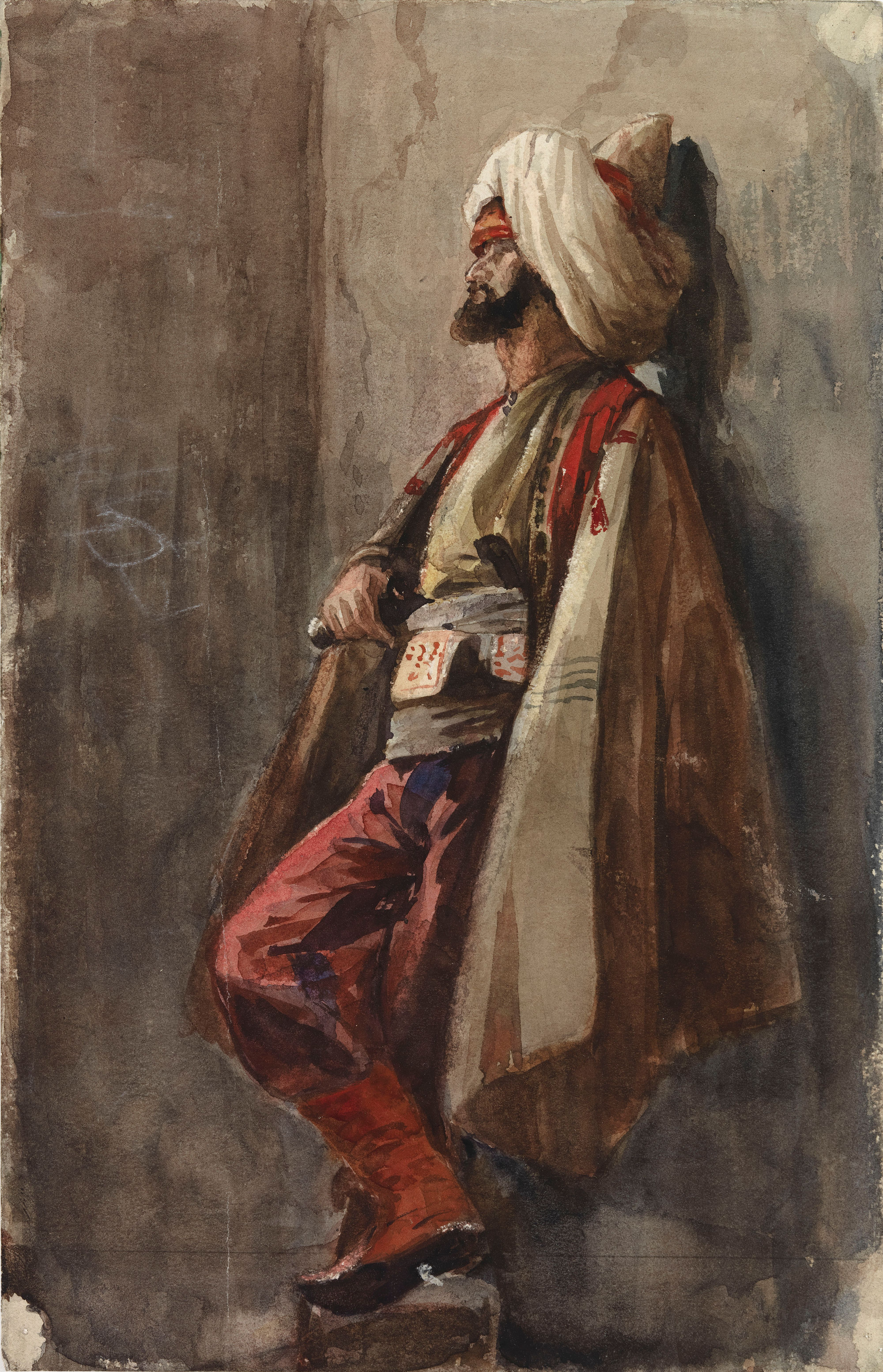
Мужчина в восточном костюме